# Bushidô zankoku monogatari
Bushido (Bushidô zankoku monogatari) è un film del 1963 diretto da Tadashi Imai. Vinse l'Orso d'oro al Festival di Berlino.